# 조슈아 레더버그
조슈아 레더버그(영어: Joshua Lederberg, ForMemRS, 1925년 5월 23일 ~ 2008년 2월 2일)는 미국의 분자생물학자이다. 1958년에 특정 화학반응을 조절하는 유전자 기능에 관한 연구로 조지 웰스 비들, 에드워드 로리 테이텀과 함께 노벨 생리학·의학상을 수상했다.

## 수상 경력
- 1958년 : 노벨 생리학·의학상
- 1989년 : 미국 국가 과학상
- 2006년 : 대통령 자유 훈장